# Bet'cha Gonna Need My Lovin
Bet'cha Gonna Need My Lovin'  è il primo singolo estratto dall'album Heart Don't Lie della cantautrice e ballerina statunitense La Toya Jackson. Fu pubblicato nel 1983.

## Accoglienza e successo commerciale
Il brano uscì su singoli 7" e 12" senza un brano per il lato B. 
Raggiunse la 25ª posizione nella classifica rhythm and blues di Billboard e la 55ª di quella dance di Billboard.

## Promozione
La popstar interpretò Bet'cha Gonna Need My Lovin'  il 30 giugno 1984 durante una puntata del programma televisivo American Bandstand.

## Tracce
1. Bet'cha Gonna Need My Lovin' (Album Version) – 4:28
2. Bet'cha Gonna Need My Lovin' (Instrumental Version) – 5:10
3. Bet'cha Gonna Need My Lovin' (Single Version) – 3:37
4. Bet'cha Gonna Need My Lovin' (Vocal Mix)
5. Bet'cha Gonna Need My Lovin' (Special Radio Mix)
6. Bet'cha Gonna Need My Lovin' (Special Radio Mix - Instrumental)